# Phạm Đức Tuyên
Phạm Đức Tuyên (sinh năm 1965) là thẩm phán người Việt Nam. Ông hiện giữ chức vụ Chánh án Tòa án nhân dân thành phố Hải Phòng.

## Tiểu sử
Phạm Đức Tuyên sinh năm 1965, quê quán tại xã An Thọ, huyện An Lão, thành phố Hải Phòng.
Ông có bằng Cử nhân Luật.
Ông là đảng viên Đảng Cộng sản Việt Nam.
Ngày 22 tháng 6 năm 2011, Chánh án Tòa án nhân dân tối cao ký quyết định bổ nhiệm Phạm Đức Tuyên cùng Phạm Văn Phích giữ chức vụ Phó Chánh án Tòa án nhân dân thành phố Hải Phòng nhiệm kì 5 năm, còn bà Nguyễn Thị Mai được bổ nhiệm chức Chánh án TAND TP Hải Phòng.
Kể từ ngày 1 tháng 5 năm 2019, Phạm Đức Tuyên được Chánh án Tòa án nhân dân tối cao Việt Nam Nguyễn Hòa Bình bổ nhiệm giữ chức vụ Chánh án Tòa án nhân dân thành phố Hải Phòng nhiệm kì 5 năm thay bà Nguyễn Thị Mai nghỉ công tác.
Ngày 8 tháng 5 năm 2019, Thành ủy Hải Phòng trao quyết định chỉ định Phạm Đức Tuyên, Ủy viên Ban Cán sự Đảng Cộng sản Việt Nam, Chánh án Tòa án nhân dân thành phố Hải Phòng giữ chức vụ Bí thư Ban Cán sự Đảng Cộng sản Việt Nam Tòa án nhân dân thành phố Hải Phòng từ ngày 1 tháng 5 năm 2019 theo nhiệm kì công tác.